# Барышевка (Алтайский край)
Барышевка — упразднённое село в Табунском районе Алтайского края. Находилось на территории Табунского сельсовета. Ликвидировано в 1960-е годы.

## География
Располагалось в 4 км к юго-западу от села Ермаковка.

## История
Основано в 1909 году. В 1928 г. деревня Барышевка состояла из 44 хозяйств. В составе Цветочного сельсовета Славгородского района Славгородского округа Сибирского края.

## Население
В 1928 году в деревне проживал 255 человек (119 мужчин и 136 женщин), основное население — украинцы.